# Чебачій (Ростовська область)
Чебачій - хутір у Семикаракорському районі Ростовської області.
Входить до складу Новозолотівського сільського поселення.

## Географія
Розташований у помірному кліматичному поясі.

### Вулиці
| - вул. Гагаріна - вул. Горького - вул. Дончак - вул. Малькова - вул. Механізаторів | - вул. Мирна - вул. Паркова - вул. Степова - вул. Чехова - вул. Шахтинська | - вул. Широка - вул. Шкільна - пров. Східний - пров. Трудовий |

## Історія
Хутір Чебачій (раніше хутір Хрістиха, що знаходився на тому місці, де сьогодні розташований Донський осетровий завод ) був заснований у 1737 році.
Навесні острів заливався паводковими водами (через що пізніше перемістився на сучасне місце), після сходу води в ямах залишалося багато риби, в основному, чебаків, ймовірно тому хутір назвали Чебачій.